# グルコース-1-デヒドロゲナーゼ (NADP+)
グルコース-1-デヒドロゲナーゼ (NADP+)（glucose 1-dehydrogenase (NADP+); EC 1.1.1.119）は、以下の化学反応を触媒する酵素である。
β-D-グルコース + NADP+ {\displaystyle \rightleftharpoons } D-グルコノ-1,5-ラクトン + NADPH + H+
すなわち、2つの基質β-D-グルコース、ニコチンアミドアデニンジヌクレオチドリン酸(NADP)が関与して、3つの生成物としてD-グルコノ-1,5-ラクトン、NADPH、H+へと導く。
この酵素の組織名はβ-D-グルコース:NADP+ 1-オキシドレダクターゼ (β-D-glucose:NAD(P)+ 1-oxidoreductase)であり 、ニコチンアミドアデニンジヌクレオチドリン酸結合アルドヘキソースデヒドロゲナーゼ(nicotinamide adenine dinucleotide phosphate-linked aldohexose dehydrogenase)、NADP結合アルドースデビトロゲナーゼ(NADP+-linked aldohexose dehydrogenase)、グルコース-1-デヒドロゲナーゼ　(NADP+)（glucose 1-dehydrogenase (NADP+)NADP+依存グルコースデヒドロゲナーゼ(NADP+-dependent glucose dehydrogenase)とも呼ばれる。
そしてこの酵素は酸化還元酵素に属し、特異的に電子供与体のCH-OH基に作用し、NADP+を電子受容体とする。この酵素は細菌（Acetobacter suboxydansなど）に見出され、哺乳類などで見られるグルコース-1-デヒドロゲナーゼ(EC 1.1.1.47)と異なりNADは利用されない。また、D-マンノース、2-デオキシ-D-グルコース、2-アミノ-2-デオキシ-マンノースにも作用する。